# Антон, Иржи
Иржи Антон (4 октября 1924, Биловик-Лутотин, Чехословакия) — чехословацкий хоккеист (центральный нападающий) и тренер.

## Биография
Родился 4 октября 1924 года в Биловик-Лутотине, пригороде Праги. Игровую карьеру начал с 1942 года, вступив в состав ХК Збройовка и играл вплоть до 1949 года, после чего после недолгого перерыва, в 1950 году вступил в состав ХК АТК и играл вплоть до 1952 года. В 1953 году играл в ХК Кржидла Власти, после чего завершил игровую карьеру. В 1950 году стал Чемпионом Чехословакии по хоккею с шайбой. В период с 1942 по 1944 гг., 1946-1948 гг. и 1952 году стал вторым призёром. В сборной Чехословакии в период с 1945 по 1947 гг. сыграл 8 матчей и забросил всего лишь одну шайбу в ворота. Являлся тактически грамотным хоккеистом, точно пасовал и метко бросал шайбы. В 1953 году сразу же после окончания игровой карьеры остался в ХК Кржидла Власти в качестве тренера, далее тренировал ХК Слован в Братиславе (1957), Дуклу в Йиглаве (1958). В 1961 году тренировал Сборную ГДР по хоккею с шайбой. В период с 1954 по 1956 гг. являлся вторым тренером Сборной Чехословакии по хоккею с шайбой, в 1963 году стал старшим тренером этой же сборной. В 1966 году был избран государственным тренером по хоккею с шайбой. В середине 1980-х полностью завершил спортивную карьеру.